# Saleh El-Sharabati
Saleh El-Sharabati (en árabe: صالح الشرباتي‎; Amán, 12 de septiembre de 1998) es un deportista jordano que compite en taekwondo.
Participó en dos Juegos Olímpicos de Verano en los años 2020 y 2024, obteniendo una medalla de plata en Tokio 2020 en la categoría de –80 kg. En los Juegos Asiáticos consiguió dos medallas, en los años 2018 y 2022.
Ganó cinco medallas en el Campeonato Asiático de Taekwondo entre los años 2016 y 2024.

## Palmarés internacional
| Juegos Olímpicos    | Juegos Olímpicos             | Juegos Olímpicos  | Juegos Olímpicos |
| Año                 | Lugar                        | Medalla           | Categoría        |
| ------------------- | ---------------------------- | ----------------- | ---------------- |
| 2020                | Tokio (Japón)                | Medalla de plata  | –80 kg           |
| Juegos Asiáticos    |                              |                   |                  |
| Año                 | Lugar                        | Medalla           | Categoría        |
| 2018                | Yakarta (Indonesia)          | Medalla de bronce | –80 kg           |
| 2022                | Hangzhou (China)             | Medalla de plata  | –80 kg           |
| Campeonato Asiático |                              |                   |                  |
| Año                 | Lugar                        | Medalla           | Categoría        |
| 2016                | Pásay (Filipinas)            | Medalla de bronce | –80 kg           |
| 2018                | Ciudad Ho Chi Minh (Vietnam) | Medalla de plata  | –80 kg           |
| 2021                | Beirut (Líbano)              | Medalla de oro    | –80 kg           |
| 2022                | Chuncheon (Corea del Sur)    | Medalla de plata  | –80 kg           |
| 2024                | Đà Nẵng (Vietnam)            | Medalla de bronce | –80 kg           |